# Cappella della Madonna di Piazza
La cappella della Madonna di Piazza si trova nella piazza principale di Scarperia, in provincia di Firenze. 

## Storia e descrizione
L'edificio sacro risale agli anni Venti del XIV secolo e fu per lungo tempo la sede della Compagnia di Santa Maria.
Nella cappella si recavano i vicari fiorentini all'atto della nomina per giurare fedeltà alla Repubblica. L'esterno dell'edificio conserva l'aspetto quattrocentesco, con un portale rinascimentale. Sulla facciata si notano anche tre bifore realizzate in pietra serena.
All'interno l'edificio, coperto a volte (in parte demolite dal terribile terremoto del 1542), presenta alle pareti affreschi quattrocenteschi con figure di santi e, entro un'edicola gotica risalente al Quattrocento, una tavola di impronta giottesca con la Madonna col Bambino attribuita a Jacopo del Casentino o a Taddeo Gaddi. Presso l'edicola è conservato un tabernacolo marmoreo realizzato da Mino da Fiesole.

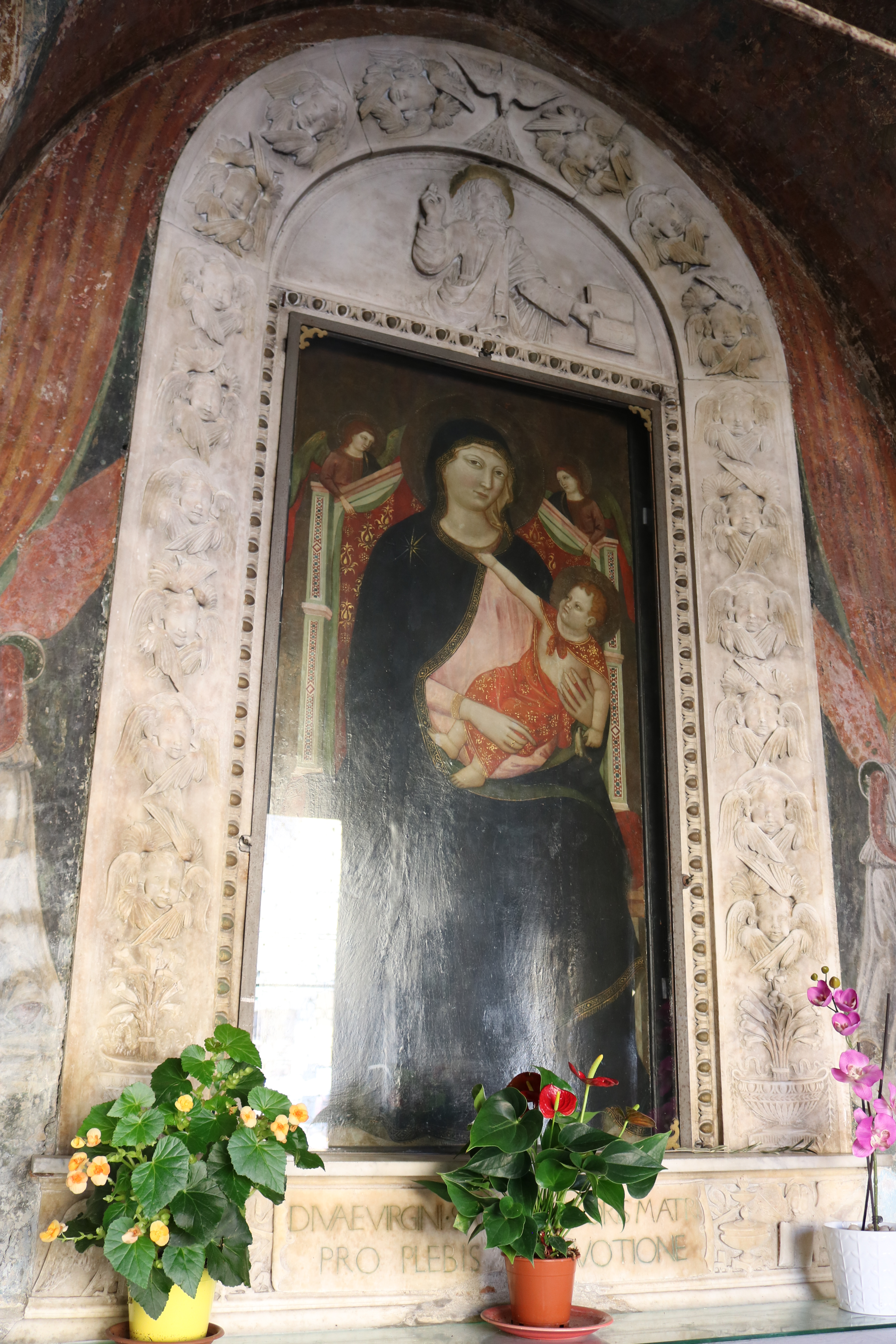
Madonna col Bambino di Jacopo del Casentino.